# Wojciech Polak (poseł)
Wojciech Sylwester Polak (ur. 1 stycznia 1945 w Skarżysku-Kamiennej) – polski polityk, poseł na Sejm X kadencji.

## Życiorys
Ukończył studia wyższe na Politechnice Warszawskiej w zakresie ekonomiki i organizacji produkcji w 1970, następnie uzyskał tytuł naukowy doktora nauk technicznych. Kierował laboratorium na macierzystej uczelni. W 1980 został pierwszym przewodniczącym Komitetu Zakładowego Niezależnego Samorządnego Związku Zawodowego „Solidarność” w Instytucie Technologii i Organizacji Produkcji Budowlanej PW.
W 1989 uzyskał mandat posła na Sejm kontraktowy. Został wybrany w okręgu północnopraskim z puli Polskiego Związku Katolicko-Społecznego, którego był członkiem Zarządu Krajowego. Na koniec kadencji należał do Parlamentarnego Klubu Chrześcijańsko-Ludowego. Zasiadał w Komisji Systemu Gospodarczego i Polityki Przemysłowej, Komisji Łączności z Polakami za Granicą, Komisji Polityki Przestrzennej, Budowlanej i Mieszkaniowej i trzech komisji nadzwyczajnych.
W maju 1990 został członkiem Rady Krajowej Stronnictwa Chrześcijańskiej Demokracji, w 1991 bez powodzenia ubiegał się o reelekcję z listy Chrześcijańskiej Demokracji.
W 1983 otrzymał Srebrny Krzyż Zasługi.